# Huangsha (köpinghuvudort i Kina, Jiangxi Sheng, lat 28,92, long 114,67)
Huangsha är en köpinghuvudort i Kina. Den ligger i provinsen Jiangxi, i den sydöstra delen av landet, omkring 120 kilometer väster om provinshuvudstaden Nanchang. Antalet invånare är 18 219. Befolkningen består av 8 877 kvinnor och 9 342 män. Barn under 15 år utgör 20,0 %, vuxna 15-64 år 69 %, och äldre över 65 år 10,0 %.
Runt Huangsha är det ganska tätbefolkat, med 160 invånare per kvadratkilometer. Närmaste större samhälle är Shimenlou, 18,5 km öster om Huangsha. I omgivningarna runt Huangsha växer i huvudsak blandskog.
Genomsnittlig årsnederbörd är 2 406 millimeter. Den regnigaste månaden är maj, med i genomsnitt 404 mm nederbörd, och den torraste är oktober, med 55 mm nederbörd.